# Ildikó Újlaky-Rejtő
Ildikó Újlaky-Rejtő (n. 11 mai 1937, Budapesta, Regatul Ungariei) este o scrimeră maghiară, medaliată olimpică. A participat la 5 ediții ale Jocurilor Olimpice (1960, 1964, 1968, 1972, 1976) în care a câștigat două medalii de aur, două medalii de argint și o medalie de bronz.